# Company Painting

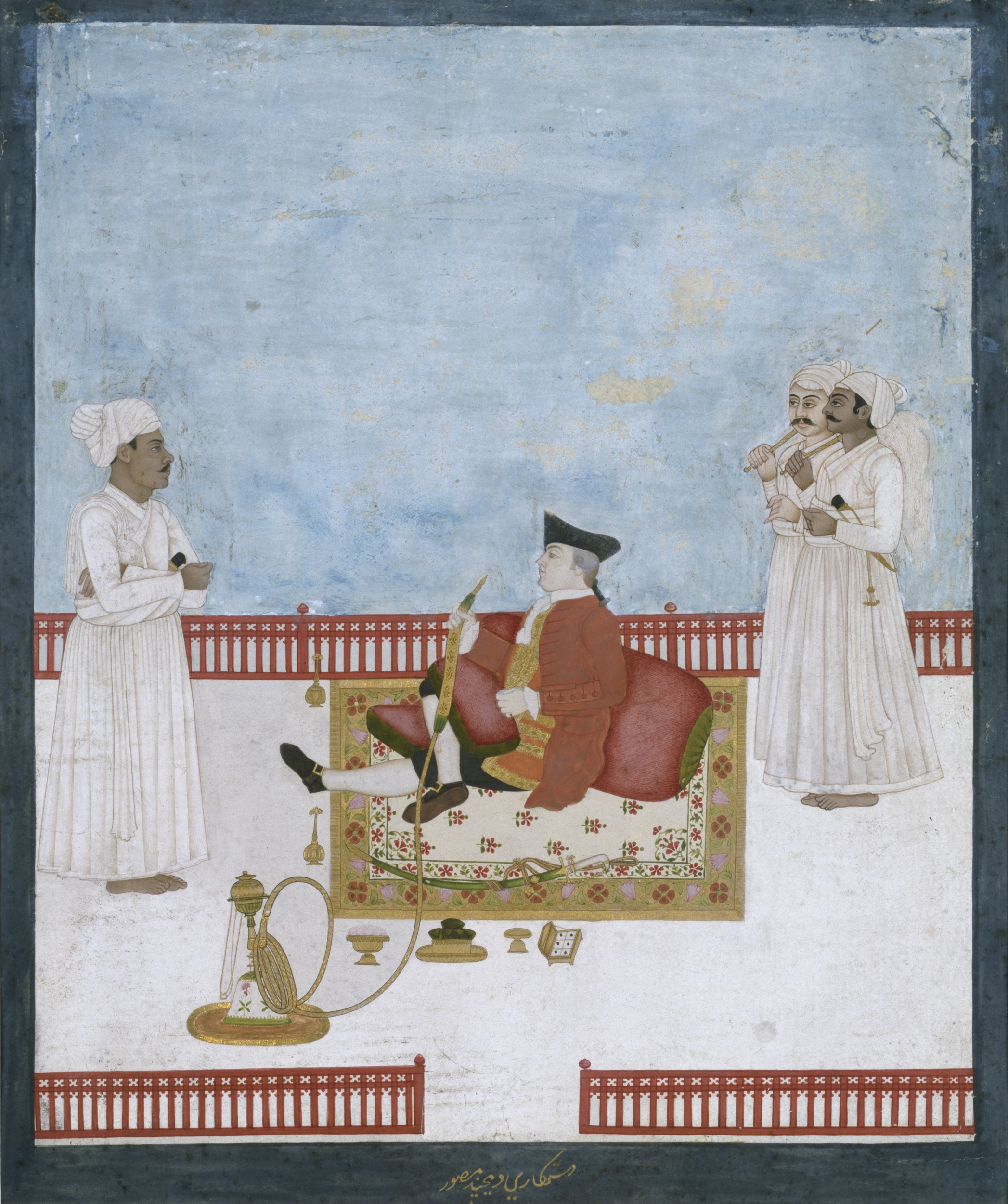
Dip Chand - Portret van een East India Company-officier. India, ca. 1760-1764, waterverf op papier, 26,2 cm × 22,6 cm. Victoria and Albert Museum, Londen

De term Company Painting duidt de kunstwerken aan die tussen 1757 en ca. 1947 gemaakt zijn in opdracht van de Britse East India Company (EIC). De uitvoerders waren meestal Indiase schilders, maar soms ook Europese kunstenaars die actief waren op het Indiase subcontinent. Stilistisch waren de Company Paintings een mengeling van traditionele Indiase artistieke vormen en westerse conventies en technieken, zoals olieverf, perspectiefweergave, chiaroscuro en naturalisme. 

## Context
De EIC nam kunstenaars in dienst om de Indiase maatschappij en lanschappen te inventariseren. Ook etnografische onderwerpen als beroepen en kasten waren populair.
De opdrachten van de Europeanen waren een welkome bron van inkomsten voor de Indiase kunstenaars. Halverwege de 18de eeuw ondervonden ze een periode van daling in de vraag naar traditionele kunstwerken aan de Mogolhoven.
Bekende schilders van de Company School waren onder andere Shaikh Mohammad Amir van Karraya, Balthazar Solvyns en Thomas en William Daniell.
Belangrijke patronages voor de Company School kwamen van Mary Impey (1749-1818), de vrouw van de Britse rechter Sir Elijah Impey, gevestigd te Fort William, Calcutta, Markies Arthur Wellesley (1760-1852), kolonel James Skinner (1778–1841) en de broers William en James Baillie Fraser.